# Bregenzerwald
Bregenzerwald (njem. za „Šuma Bregenza”) je regija dojmljivog krajolika na sjevernoj strani Alpa, u austrijskoj pokrajini Vorarlberg, a nazvana je po glavnom gradu pokrajine, Bregenzu. Ona se preklapa, ali nije potpuno podudarna s Bregenzerwald planinama koje su dio gorja Sjevernih vapnenačkih Alpa. Osobito u sjevernoj zoni fliša gdje je i porječje rijeke Bregenzer Ach. Najviši vrh Bregenzerwalda je Glatthorn visine od 2.134 metara.
Stanovnici Bregenzerwalda ga često dijele u dva glavna područja, Vorderwald („donja šuma”) i Hinterwald („gornja šuma”). Vorderwald, sa svojim brežuljcima i niskim planinama, je najbliži dolini rijeke Rajne, dok Hinterwald planinama s visinama do 2.000 metara. Svako područje ima svoju varijaciju dijalekta. Glavni sela Bregenzerwalda su Bezau (lokalna prijestolnica), Egg i Alberschwende koji je nekad bio neovisan Hofsteig (povijesna općina).
U Bregenzerwaldu je uglavnom zadržan tradicionalni način života, uključujući jedinstven oblik farmi. U duguljastim linearnim ili zbijenim selima sačuvane su mnoge odlike Bregenzerwaldskog gospodarstava iz 18. i 19. stoljeća. Ona u svojim oblicima i stilovima odražavaju gospodarsku povijest zemlje, u skladu s regionalnim gospodarskim prilikama, ali i rani početak industrijskog razvoja u Vorarlbergu koji je utjelovljen u ruralnoj arhitekturi iz tog vremena. Mnoge male radionice tekstilne industrije u obliku farmi su svjedočanstvo tog razvoja.
Brojna sela, kao što su Thal, Schwarzenberg ili Schoppernau, još uvijek imaju brojne fine primjere izvornih „šumskih kuća” (Walderhauser) čime je postignut ujednačen stambeni krajolik Vorarlberga. Drvene zgrade s krovovima pokrivenima karakterističnim šindrama određuju izgled kulturnog krajolika, a njihove različite vrste i oblici svjedoče o gospodarskom i kulturnom razvoju regije. Zbog toga je Austrija nominirala Bregenzerwald za upis na UNESCO-ov popis mjesta svjetske baštine u Europi još 1994. godine.

## Vanjske poveznice
- Turističke stranice (njem.) (engl.) (fr.)